# EFoil

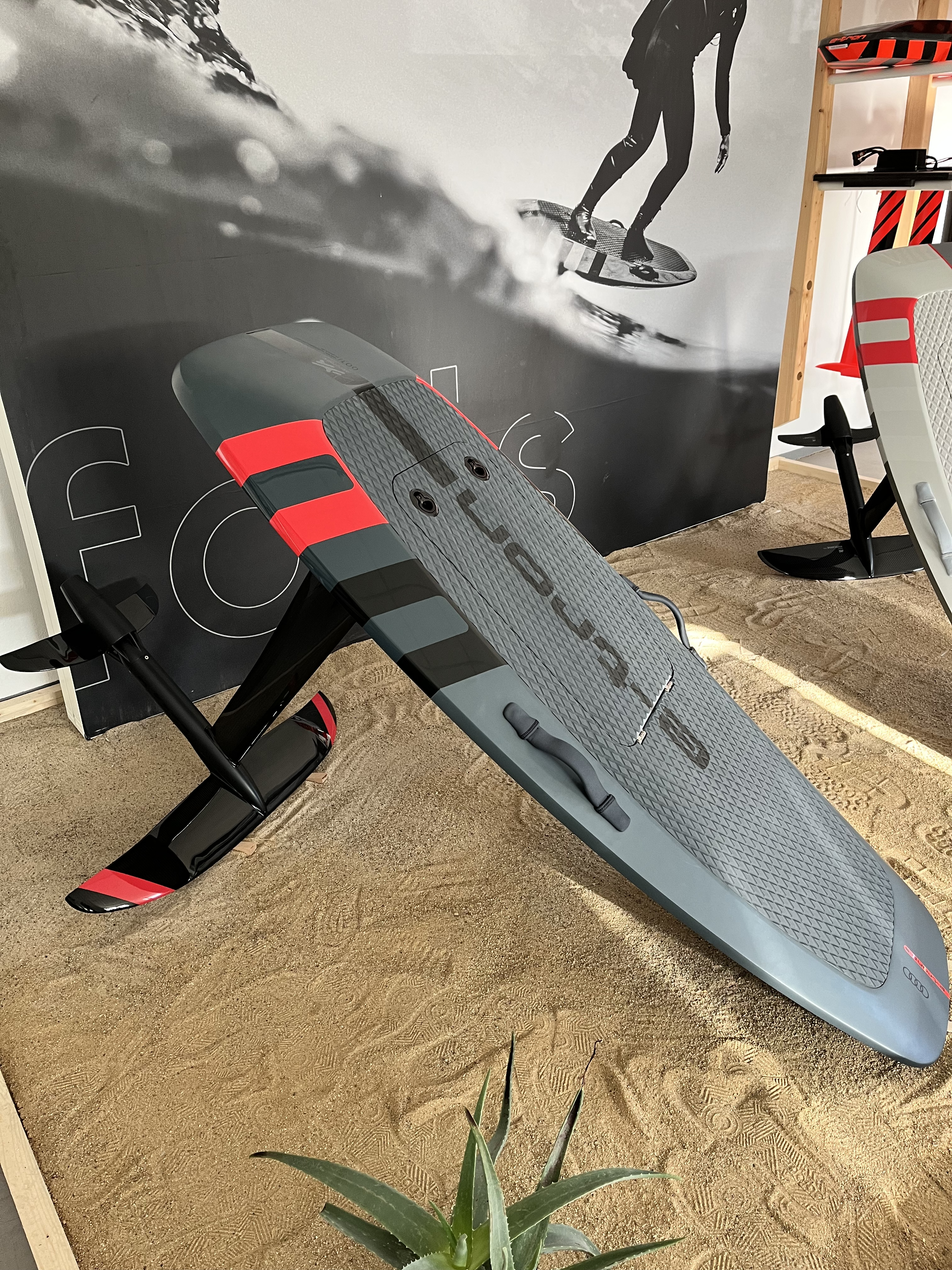
E-tron eFoil von Audi/Aerofoils

Ein eFoil (auch E-Foil) ist ein elektrisch betriebenes Surfbrett (Board) mit Hydrofoil-Auftrieb, integriertem Elektromotor und einer wiederaufladbaren Batterie. Dabei bewirkt die an einem sogenannten Mast unter dem Board befestigte Tragflügel-Konstruktion (Hydrofoil) bei genügend Geschwindigkeit einen dynamischen Auftrieb, wodurch das Board beginnt, sich von der Wasseroberfläche zu heben und nahezu lautlos und ohne Wellenschlag darüber zu gleiten. Das eFoil gehört wie Jetboards, elektrisch betriebene SUPs oder andere elektrifizierte Boards zur Kategorie der Elektro-Surfboards.

## Funktionsweise

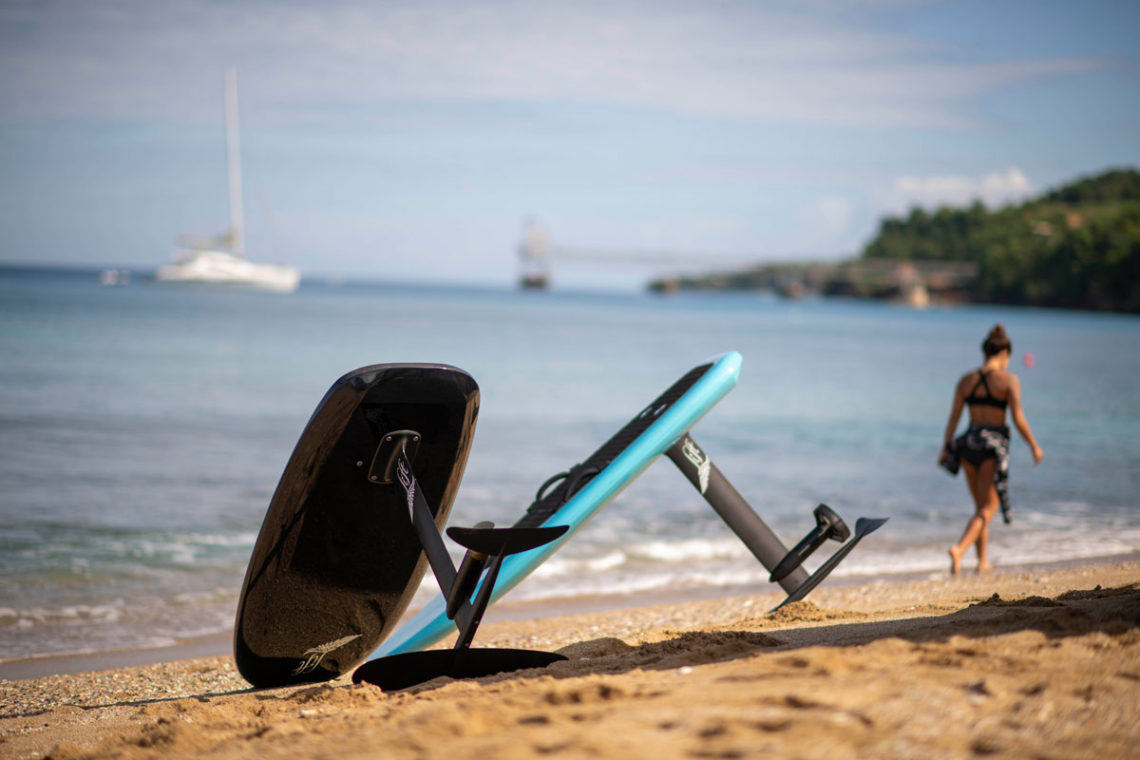
EFoil von Lift mit Unterwasserflügel

Erreicht das elektrische Hydrofoil-Board eine ausreichende Geschwindigkeit, entsteht durch die verdrängte Wassermenge der Tragflügel unter der Wasseroberfläche einen Unterdruck und genug Auftrieb, um den Rumpf und weiter das gesamte Board über das Wasser zu heben. Das verringert den Kontakt mit der Wasseroberfläche und den Widerstand und ermöglicht eine weiterreichende Manövrierbarkeit. Dabei unterscheidet sich das eFoil deutlich vom Jetsurfing, bei dem das Board während der Fahrt durchgängig auf der Wasseroberfläche aufliegt. Anders als beim klassischen Wind- oder Wellenreiten kommt E-Foiling durch den eingebauten elektrischen Antrieb vollkommen ohne externe Faktoren aus.
Der Fahrer reguliert die Leistung des Elektromotors via bluetooth-gesteuerter Fernbedienung und kann, nachdem das Board beginnt, sich aus dem Wasser zu heben, die Flughöhe der Tragflächen und Einkurven durch Gewichtsverlagerung steuern und regulieren.

## Bestandteile
Ein eFoil besteht aus mehreren Komponenten, die den „Flug“ über das Wasser ermöglichen:

### Board
Das Board eines elektrisch betriebenen Hydrofoils ähnelt dem eines Surf- oder Kiteboards, wobei es meist schwerer und stabiler gebaut ist. Gleichzeitig finden dort am hinteren Ende die Batterie und weitere Elektronik Platz, die durch die Wasserfestigkeit des Boards geschützt werden. Einhergehend mit der integrierten Technik weisen die Boards von eFoils ein vergleichbar großes Volumen auf. Anders als bei herkömmlichen Surfbrettern, welche meist aus mit Polyester- oder Epoxidharz beschichtetem Hartschaum bestehen, werden für die Herstellung qualitativ hochwertiger Boards für ein eFoil neben glasfaserverstärktem Kunststoff und Aluminium bevorzugt Vollkohlenstofffasern (Carbonfasern) verwendet.

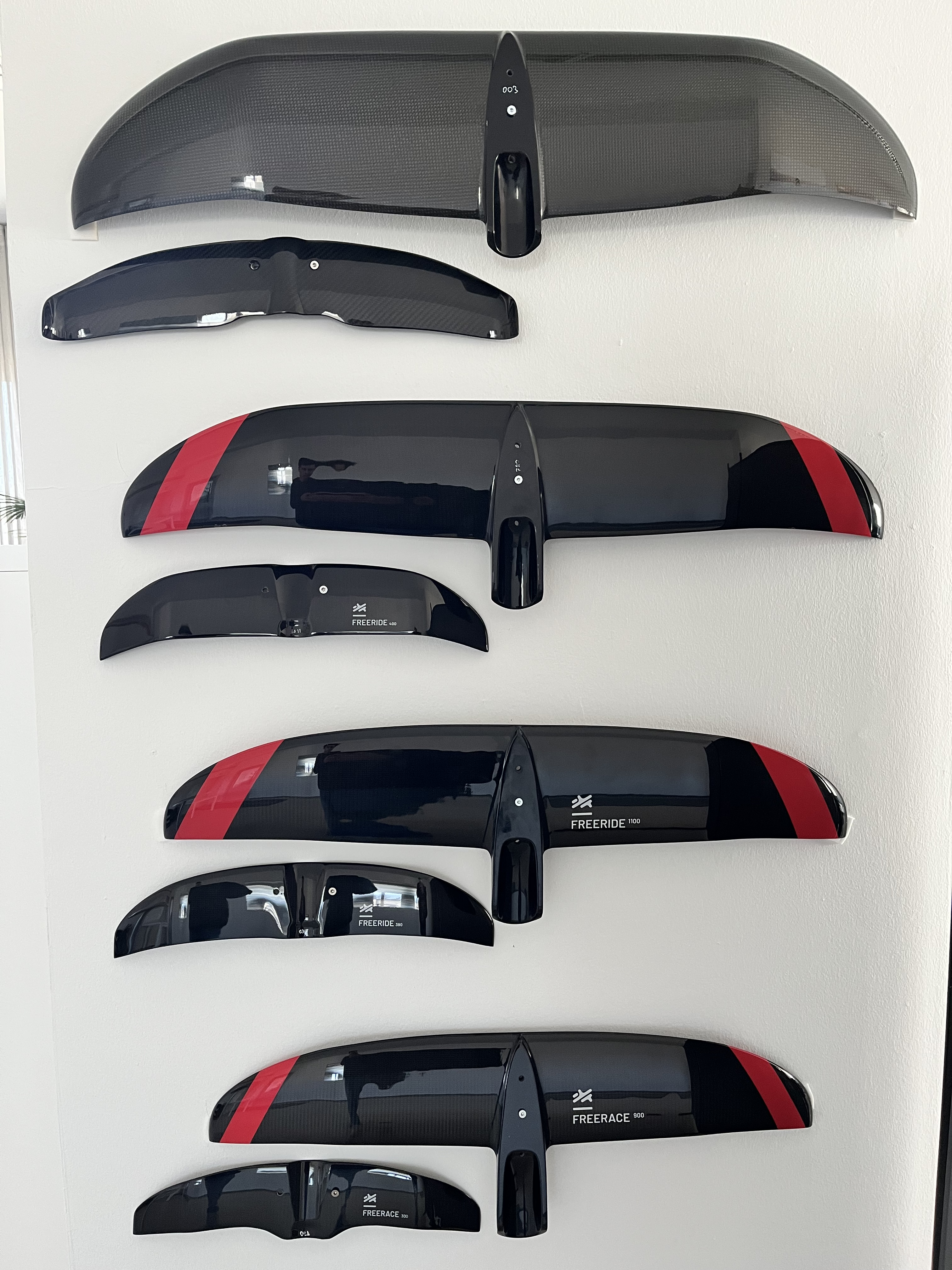
Varianten Tragflügel eFoil

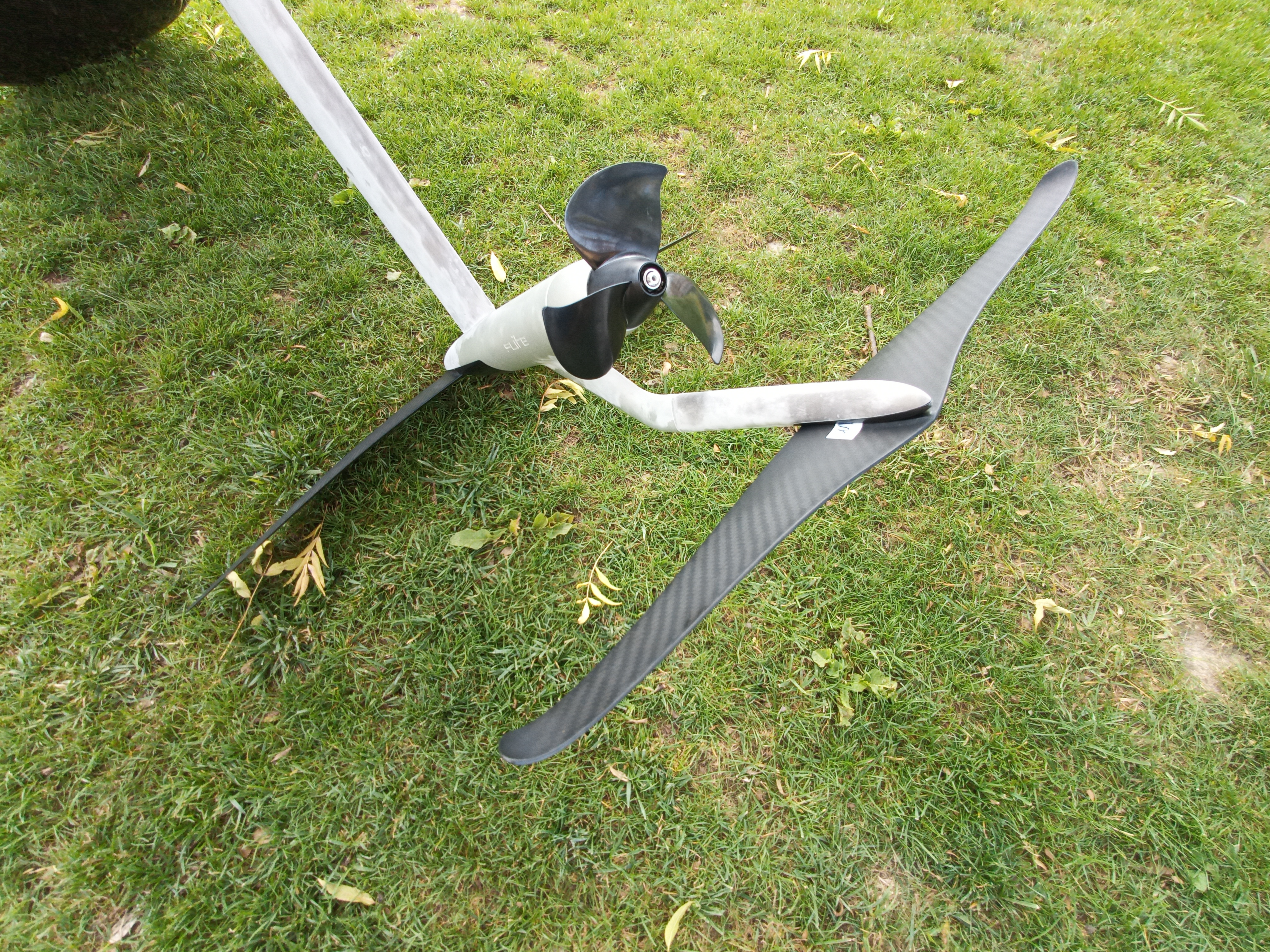
Tragflügel-Konstruktion mit Propeller an der Unterseite eines eFoils

### Hydrofoil
Der an der Unterseite des Boards befestigte Mast (auch Schwert) verbindet das auf der Wasseroberfläche schwimmende Brett mit den am unteren Ende liegenden Tragflügeln und dem Antrieb. Je nach Qualität des Mastes besteht auch dieser oft aus Carbon oder Aluminium. An seinem unteren Ende sind zwei Flügel (englisch Wings) befestigt – ein kleinerer Frontwing und ein größerer Backwing, die je nach Größe über Manövrierbarkeit und Stärke des Auftriebs entscheiden.

### Antrieb
Während beim Kitesurfen, Wingfoilen oder Pumpfoiling Wind, Wellen oder Muskelkraft für die Fortbewegung verantwortlich sind, sind eFoils mit einem elektrischen Antrieb ausgestattet. Dieser befindet sich in Form eines Propellers am hinteren unteren Ende des Tragflügel-Konstrukts. Zunehmend verwendet wird der Impeller, der durch ein schützendes Gehäuse umgeben wird und somit weniger Risiken und Verschleiß ermöglicht. Aktuelle Modelle erreichen maximale Geschwindigkeiten zwischen 50 und 60 km/h.

### Batterie
Die Energieversorgung des eFoils wird über einen eingebauten Lithium-Ionen-Akkumulator gewährleistet, der je nach Größe und Kapazität eine Fahrdauer von bis zu zwei Stunden möglich macht.

## Geschichte
Der Hersteller Lift Foils aus Puerto Rico beansprucht den Titel des Erfinders des eFoils für sich und brachte im Jahr 2018 die erste Serie der „Lift eFoils“ auf den Markt. Etwa zu der gleichen Zeit gab es jedoch bereits weitere Modelle von Herstellern wie dem deutschen Hersteller Aerofoils oder dem australischen Konkurrenten Fliteboard. Wer der tatsächliche Erfinder des eFoils ist, lässt sich schlussendlich nicht klären.
Die Modelle der eFoil-Hersteller entwickeln sich fortlaufend und übertreffen sich regelmäßig in Effizienz und Geschwindigkeit. Der globale Markt für elektrische Hydrofoils wächst besonders in Nordamerika und Europa stetig an. Im Jahr 2021 beanspruchten eFoils im globalen Markt für Surfbretter 2–4 % und einen für 2022 geschätzten Marktwert von 40,2 Mio. US-Dollar. Es wird erwartet, dass dieser Anteil in den kommenden Jahren weiter anwächst.

## Wettkampfsport
E-Foiling entwickelt sich außerdem zu einem immer populärer werdenden Wettkampfsport auf dem Wasser. Neben einigen von Herstellern angebotenen Wettbewerben wurde im Rahmen des Kite-Surf World Cups Sylt im Jahr 2023 erstmals auch die neue Disziplin des E-Foil-Race abgehalten.

## Marken und Hersteller
Seit den ersten serienmäßigen Modellen kamen weitere Hersteller auf den Markt und es entstanden aufblasbare Alternativen und High-End-Boards für Profis.
Einige der bekanntesten und größten Hersteller neben einigen weiteren sind Lift Foils aus Puerto Rico, Fliteboard aus Australien, Aerofoils als Spin-Off von Audi in Deutschland, Awake Boards aus Schweden, HydroFlyer ebenfalls aus Australien, Waydoo aus China oder SiFly aus Bulgarien, wovon viele ihre Modelle weltweit vertreiben.